# مناتساکان ایسکانداریان
مناتساکان ایسکانداریان (ارمنی: Մնացական Իսկանդարյան؛ زادهٔ ۱۷ مهٔ ۱۹۶۷) یک کشتی‌گیر سابق در رشته فرنگی اهل ارمنستان است.

## زندگی‌نامه
ایسکانداریان رشته کشتی فرنگی را در سال ۱۹۷۸ تحت نظر مربیگری «کوریون موُسسیان» شروع نمود.
وی در سال ۱۹۸۷ به قهرمانی جوانان جهان دست یافت.
مناتساکان ایسکانداریان در سال ۱۹۸۸ به عضویت تیم ملی کشتی فرنگی اتحاد شوروی درآمد و موفق به کسب مدال طلا در جام جهانی کشتی سال ۱۹۸۸ در آتن شد.
وی در بازی‌های المپیک تابستانی ۱۹۹۲ بارسلون عضو تیم متحد در این رقابت‌ها بود و موفق شد در رشته کشتی فرنگی به نشان طلا دست یابد.
وی پس از بازی‌های المپیک تابستانی ۱۹۹۶ آتلانتا بازنشسته شد.